# Sonohyan-utaki
Sonohyan-utaki (園比屋武御嶽 ((Viên Bỉ Ốc Vũ ngự nhạc) tiếng Okinawa: Sunuhyan-utaki) là một khu rừng thiêng (utaki) trong truyền thống tôn giáo Lưu Cầu bản địa. Nơi này nằm tại thành Shuri ở Naha, Okinawa, cách cổng thành Shureimon chỉ một vài bước chân. Utaki, hay cụ thể hơn là stone gate (石門 (thạch môn) ishimon) của nó, là một trong số các di tích được công nhận là di sản thế giới của UNESCO với tên gọi chính thức Các di chỉ Gusuku và di sản liên quan của Vương quốc Lưu Cầu, và được chính phủ Nhật Bản xếp vào tài sản văn hóa trọng yếu.

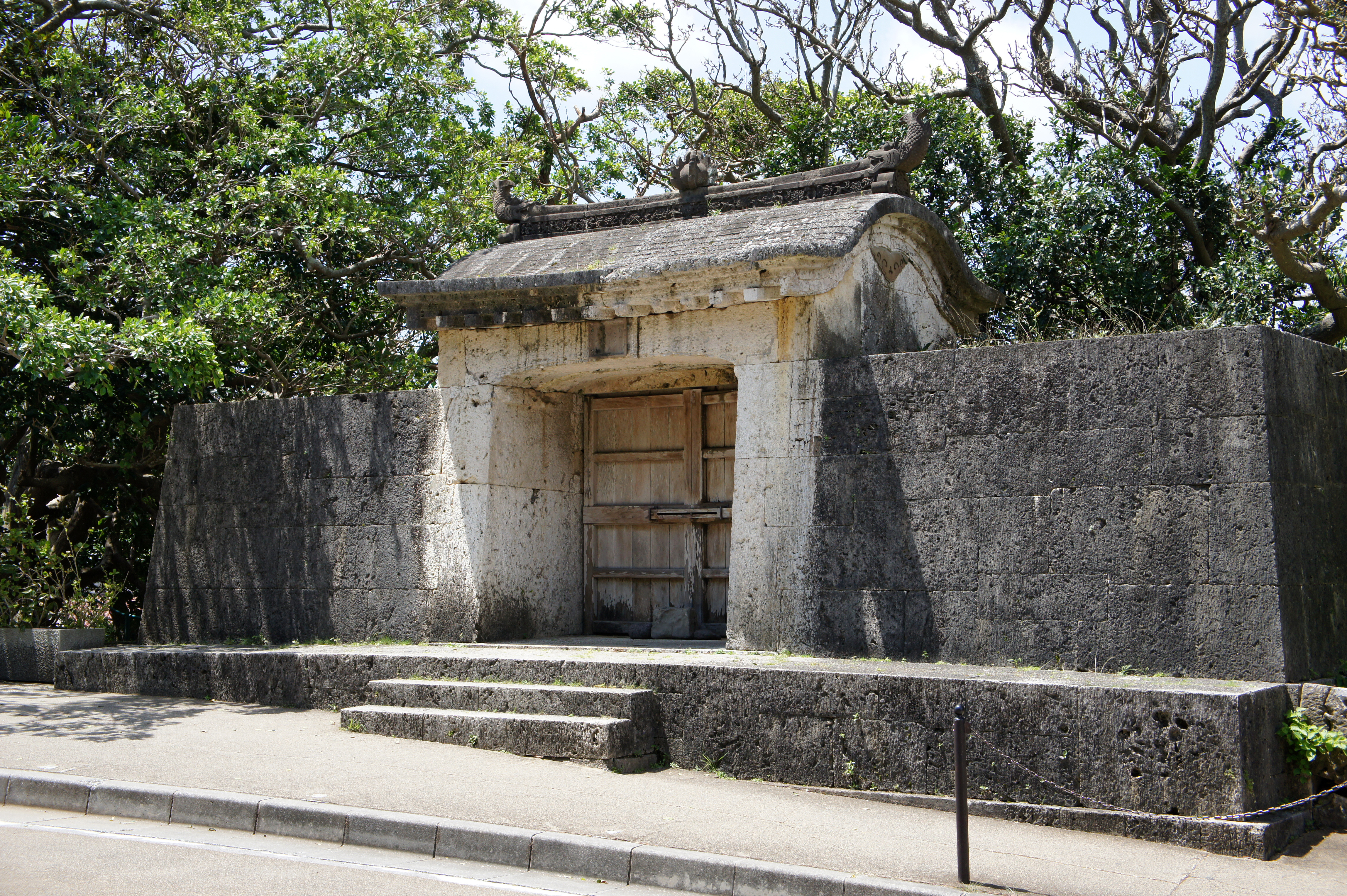
Thạch môn của Sonohyan-utaki.

Xưa kia, chỉ có quốc vương của vương quốc Lưu Cầu mới có thể bước qua thạch môn, còn ngày nay thì cánh cửa ngày luôn luôn đóng, và do vậy nơi đây vẫn duy trì là một không gian thiêng liêng như nó vốn có, đại diện cho cánh rừng thiêng phía sau chúng. Nhiều du khách và cư dân bản địa cầu nguyện trước thạch môn.
Thạch môn được xây lần đầu năm 1519, dưới thời vua Shō Shin, song không gian này đã được coi như một utaki từ trước đó. Bất cứ khi nào nhà vua rời thành để đi vi hành, ông đều dừng chân tại Sonohyan-utaki để cầu cho một chuyến đi suôn sẻ. Di tích cũng đóng vai trò quan trọng trong tôn giáo bản địa.
Thạch môn được đơ]cj cho là một ví dụ điển hình của kiến trúc Okinawa truyền thống, và cho thấy nhiều biểu hiện ảnh hưởng của kiến trúc Trung Hoa, bên cạnh một thế trắc mang ảnh hưởng của Nhật Bản theo kiến trúc karahafu. Thạch môn đã bị thiệt hại nặng nề trong trận Okinawa vào năm, song đã được phụ hồi năm 1957, và chính thức trở thành một di sản thế giới của UNESCO từ năm 2000, cùng với một số di tích khác trên đảo Okinawa. Utaki, tức bản thân các khu rừng thiêng từng lớn hơn rất nhiều so với ngày nay, một trường họ cùng các tòa nhà khác đã xâm lấn không gian của khu rừng.